# لويز ألبرتو
لويز ألبرتو (بالبرتغالية: Luiz Alberto Leite Sousa‏) (2 نوفمبر 1982 في البرازيل - ) هو لاعب كرة قدم برازيلي في مركز الدفاع. لعب مع إشتوريل برايا ونادي بيلينينسش ونادي ريبيراو وديسبورتيفو تروفينسي ونادي فاماليساو ونادي تشافيس.

## وصلات خارجية
- لويز ألبرتو على موقع قاعدة بيانات كرة القدم.إي يو (الإنجليزية)
- لويز ألبرتو على موقع Soccerway.com (الإنجليزية)